# Huon de Bordeaux
Huon de Bordeaux (Huon z Bordeaux) je francouzský středověký hrdinský epos, jeden z tzv. chansons de geste, patřící do Karolínského (královského) cyklu. Pochází pravděpodobně z let 1215 až 1240, někdy je jeho vznik kladen do období 1260 až 1268. Epos je silně ovlivněn rytířským románem. Obsahuje totiž celou řadu pohádkových prvků a fantastických dobrodružství a je v něm také kladen velký důraz na milostné příběhy titulního hrdiny. Tím je mladý rytíř Huon, který v sebeobraně zabije syna císaře Karla Velikého Charlota a dostane za úkol splnit řadu zdánlivě nemožných úkolů, aby mu byl prominut trest smrti, v čemž mu pomáhá král víl a elfů Oberon (Auberon).

## Obsah písně
Zestárlý král a císař Karel Veliký se rozhodne jmenovat svého nástupce. Má jím být jeho syn Charlot, který je známý svou prchlivostí, když v návalu vzteku zabil nemanželského syna rytíře Ogiera Dánského. Mezi Karlovými rádci to proto vyvolá neklid. Jeden z nich, Amaury, veden nečestnými úmysly, pomluví u krále syny zemřelého vévody Seguina z Gaskoňska Huona a Gérarda. Obviní je z toho, že si krále neváží a že Charlota s nimi čeká krvavý spor. Král se proto rozhodne poslat do Bordeaux posly, kteří mají Huona i Gérarda pozvat do Paříže, kde mají vysvětlit své smýšlení. Oba bratři souhlasí a rychle se vypraví na cestu, aby králi projevili svou úctu a věrnost.

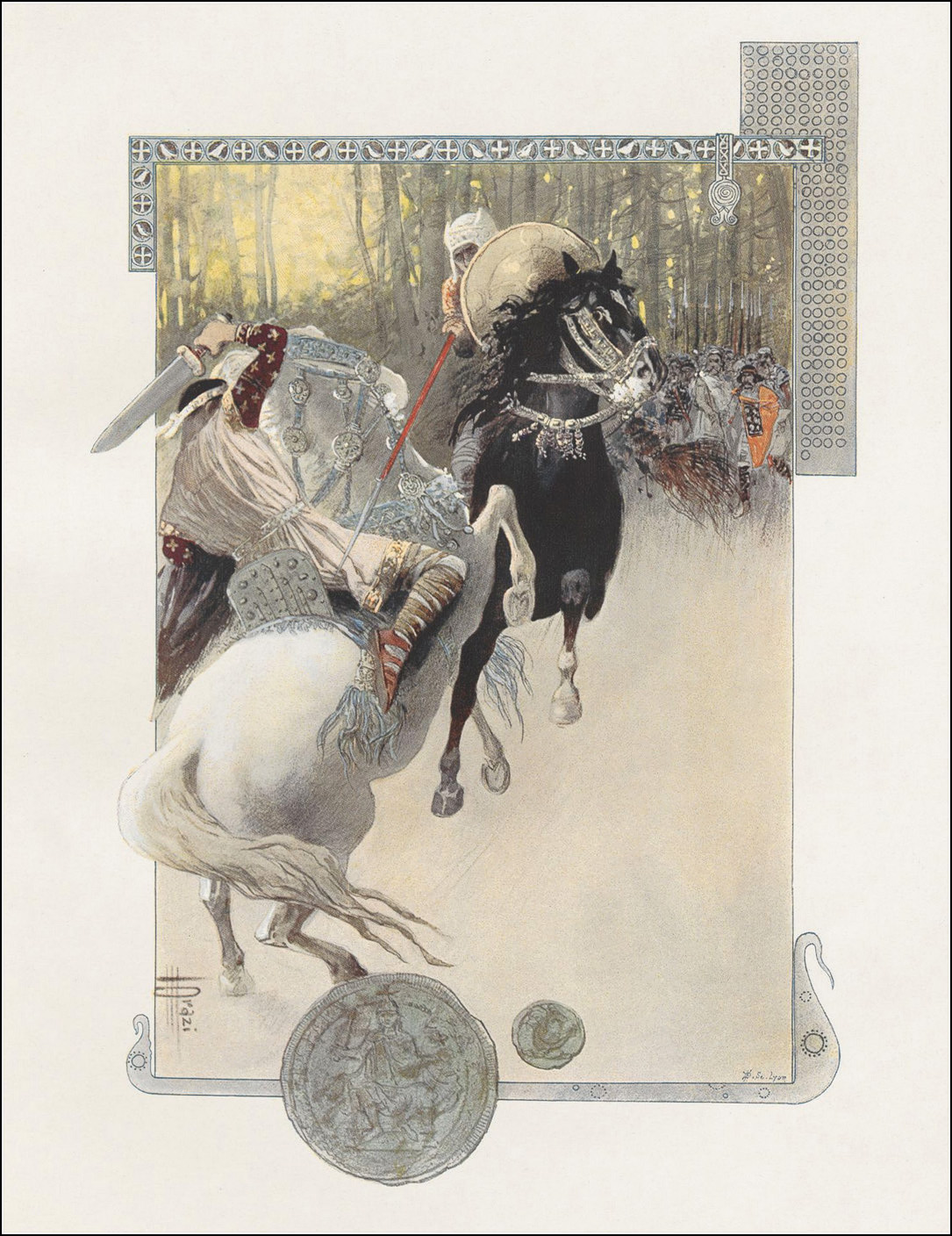
Ilustrace Manuela Oraziho k vydání z roku 1898

Mezitím Amaury namluví Charlotovi, že mu ze strany obou bratrů hrozí nebezpečí. S hloučkem ozbrojenců je v přestrojení přepadnou a Charlot srazí mladého nezkušeného Gérarda z koně a zraní jej. Huon se vzápětí na Charlota vrhne a zabije jej. To Amaury přivítá, protože mu to otevírá cestu k získání královské koruny. Následně obviní Huona z vraždy. Dojde ke vzájemnému souboji, ve kterém Huon Amauryho zabije. Král, zdrcen smrtí svého syna, rozhodne, že Huonovi odpustí, pokud splní jeho v podstatě nesplnitelné podmínky. Má odjet do Babylónu k saracénskému amiralovi (emírovi) Gaudissovi a vyžádat si od něho zajatého Pipinova syna. Přitom má prvnímu pohanovi, kterého potká v emírově paláci, srazit hlavu, třikrát políbit amiralovu dceru Esclarmondu a přinést Karlovi hrst amiralových vousů a jeho čtyři zuby. Pokud se Huon vrátí s prázdnou, bude popraven.
Huon s hrstkou svých věrných nejprve odjede do Říma a vyprosí si papežské požehnání. Mezitím Huonova matka zemře žalem a Gérad, který se stane pánem nad majetkem svého bratra, tohoto postavení zneužívá. Huon pak v zemi Kumánů potká krále víl skřítka Oberona (Auberona), syna Julia Caesara a víly Morgue, sestry krále Artuše. Protože Oberon vidí do lidských duší a v Huonově vidí jen věrnost a čistotu, rozhodne se mu pomoci. Daruje mu pohár na víno, ze kterého je možno nekonečně dlouho pít, a roh ze zlata a slonoviny, na který když Huon zatroubí, objeví se Oberon se sto tisíci bojovníky.
Díky těmto kouzelným darům se podaří Huonovi úkoly od Karla Velikého splnit. Amiralova dcera Esclarmonda se dokonce do Huona zamiluje, stane se křesťankou a odjede s ním do Francie jako jeho choť. Gérard se však nechce vzdát moci, kterou měl po dobu bratrovi nepřítomnosti. Nechá pobít jeho věrné, Huona uvrhne do žaláře a císaři do Paříže vzkáže, že se Huon vrátil s prázdnýma rukama a že tudíž jeho podmínky nesplnil. Karel přijede do Bordeaux a odsoudí Huona k smrti. Objeví se však Oberon a Huonovi opět pomůže. Vše je vysvětleno a Gérard je jako zrádce popraven. Huon se stává vládcem Gaskoňska a Oberon mu chce darovat své království, protože již nechce žít mezi zkaženými lidmi.

## Pokračování
Ještě ke konci 13. století byl k eposu dotvořen prolog Roman d'Auberon (Román o Oberonovi) a ve 14. století vzniklo šest dalších pokračování, ve kterých vystupují rověnž Huonovy a Esclamordiny děti: Huon, roi de Féérie (Huon, král z pohádky), Chanson d'Esclarmonde (Píseň o Esclarmondě), Chanson de Clarisse et Florent, Chanson d'Yde et d'Olive, Chanson de Godin a La Chanson de Croissant, vše opět s velmi silnými pohádkovými motivy.

## Adaptace a ohlasy v kultuře

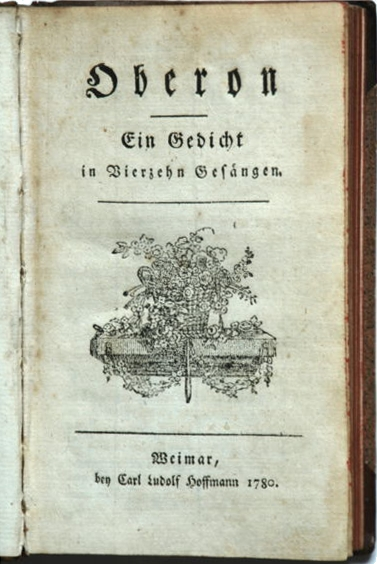
Vydání Wielandova eposu Oberon z roku 1780

- William Shakespeare: Sen noci svatojánské (1596, A Midsummer Night's Dream), anglická divadelní hra, ve které vystupuje král elfů a víl Oberon.[2]
- Ben Jonson: Oberon, the Faery Prince (1611, Oberon, král víl), tiskem 1616, maska.
- Christoph Martin Wieland: Oberon (1780), německý preromantický epos[3], přebásnění původní chanson de geste.[2]
- Pavel Vranický: Oberon, König der Elfen (1789, Oberon, král elfů), singspiel českého skladatele, napsaný na německé libreto podle Wielandova eposu.[4]
- Carl Maria von Weber: Oberon, romantická opera německého skladatele, napsaná na anglické libreto podle Wielandova eposu s využitím motivů ze Shakespearovy hry Sen noci svatojánské.[5]
- Gaston Paris: Aventures merveilleuses de Huon de Bordeaux, pair de France, et de la belle Esclarmonde, ainsi que du petit roi de féerie Auberon (1898, Úžasná dobrodružství Huona de Bordeaux), převyprávění eposu pro mládež.
- Alexandre Arnoux: Huon de Bordeaux (1922), francouzská divadelní hra.[6]
- Václav Cibula: Hrdinské legendy staré Francie (1963), prozaické převyprávění čtyř chanson de geste pod názvy Poslední výprava rytíře Rolanda, Jak se stala Berta královnou, Dobytí města Nîmes a Život a dobrodružství Renalda z Montalbanu. Ve druhém vydání z roku 1973 bylo přidáno další vyprávění s názvem Oberon.[7]